# Roberto Caon
Roberto Caon (Vigonza, 8 dicembre 1963) è un politico italiano.

## Biografia
Inizia la sua attività politica come consigliere comunale a Vigonza (2007-2012).
Alle elezioni politiche del 2013 è candidato alla Camera dei Deputati, nella circoscrizione Veneto 1, nelle liste della Lega Nord, venendo eletto deputato della XVII legislatura. Alla Camera fa parte della XIII Commissione (Agricoltura).
Il 26 marzo 2015, assieme ad altri due deputati e tre senatrici, abbandona la Lega Nord, a causa dell'espulsione di Flavio Tosi dal partito avvenuta il 14 marzo, approdando quindi al Gruppo misto. L'11 aprile 2016, assieme agli altri deputati fuoriusciti dalla Lega Nord, costituisce la componente del Gruppo misto Fare!-PRI, che si rifà al movimento politico fondato da Flavio Tosi in seguito alla sua espulsione dalla Lega Nord.
Il 3 agosto 2017 abbandona il movimento di Flavio Tosi e aderisce a Forza Italia. Con tale partito viene rieletto deputato alle elezioni politiche del 2018.
Il 23 luglio 2022 abbandona Forza Italia a seguito della decisione da parte del partito di non partecipare al voto di fiducia richiesto dal Governo Draghi al Senato. Due settimane più tardi aderisce ad Azione. Termina il proprio mandato parlamentare nell'autunno successivo.